# Habitacions prehistòriques de ses Males Cases
Les habitacions prehistòriques de Ses Males Cases és un jaciment arqueològic prehistòric situat al lloc anomenat Pleta de sa Caseta, a la possessió de Ses Males Cases, al municipi de Llucmajor, Mallorca.
A la Pleta de sa Caseta hi ha dos clapers, un d'ells a la banda sud presenta pedres "in situ" i que insinuen una planta de tendència circular, mentre que a la banda oest és possible identificar una cantonada i una filada. L'altre claper només presenta una sola pedra "in situ". S'ha documentat ceràmica en superfície, però és molt escassa.